# Museo della memoria (Montevideo)
Il Centro Culturale Museo della Memoria (Centro Cultural Museo de la Memoria in spagnolo), acronimo MUME, è un'istituzione museale della capitale uruguaiana Montevideo. Dedicato alle vittime della dittatura civile-militare che governò sul paese sudamericano dal 1973 al 1985, è situato all'interno di una residenza di campagna dell'ex dittatore Máximo Santos.

## Storia
Il museo sorge all'interno della residenza di campagna di Santos, presidente de facto dell'Uruguay dal 1882 al 1886. L'edificio, dichiarato Monumento Storico Nazionale insieme al grande giardino all'italiana circostante, fu costruito nel 1878 in stile neoclassico con elementi di Art Nouveau. Nel 1887 Santos vendette la palazzina ad un privato. Nei decenni successivi l'edificio cambiò ripetutamente proprietario sino ad essere ceduta al municipio di Montevideo che a sua volta lo cedette in uso alla marina militare uruguaiana. Abbandonato a partire dagli anni settanta la struttura venne progressivamente abbandonata. Nel 2000 il municipio di Montevideo diede il via ad una serie di lavori di recupero e di restauro che vennero poi completati cinque anni più tardi. Il 10 dicembre 2007 il Museo della Memoria, istituito nell'ottobre dell'anno precedente, aprì i battenti.

## Descrizione
Il Museo della Memoria ospita un'esposizione permanente di oggetti, documenti appartenuti ai detenuti transitati e reclusi nei vari centri di reclusione durante la dittatura. Il percorso di visita si articola su sette punti chiave:
- Instaurazione della Dittatura;
- Resistenza Popolare;
- Le prigioni;
- L'esilio;
- I desaparecidos;
- Il ritorno della democrazia e la Lotta per la Verità e la Giustizia;
- Vicende irrisolte e nuove sfide.